# Теория Каттелла — Хорна — Кэрролла
Теория Кеттелла — Хорна — Кэрролла — это психологическая теория о структуре познавательных способностей человека. Она основана на работах трех психологов, Раймонда Б. Кеттелла, Джона Л. Хорна и Джон Б. Кэрролла, и рассматривается как наиболее влиятельная теория в изучении человеческого интеллекта. Основываясь на большом количестве исследований, проведенных за 70 лет, эта теория была разработана с помощью психометрического подхода, объективного измерения индивидуальных различий в способностях, а также применения факторного анализа, статистического метода, который определяет связь между переменной и базовой структурой понятий, таких как «интеллект». Психометрический подход последовательно способствовал разработке надежных и действенных средств измерений и продолжает доминировать в области интеллектуальных исследований.
Теория Кеттелла — Хорна — Кэрролла — это совмещение двух ранее созданных теоретических моделей интеллекта: теории подвижного и кристаллизовавшегося интеллекта, и теории трёх уровней Кэрролла, иерархической, трехуровневой модели интеллекта. Из-за существенного сходства эти две теории были успешно объединены в теорию Кеттелла — Хорна — Кэрролла.

## История

### Становление теории Кеттелла — Хорна — Кэрролла
Сходство между расширенной моделью способностей теории подвижного и кристаллизовавшегося интеллекта Кеттелла и Хорна и теорией расширенных способностей познания Кэрролла было отмечено на совещании в 1985 году относительно пересмотра психолого-просветительской концепции Вудкока — Джонсона. На этой встрече Хорн представил теорию подвижного и кристаллизовавшегося интеллекта нескольким видным деятелям в тестировании интеллекта, в том числе Джону Б. Кэрроллу. Кэрролл уже был сторонником теории Кеттелла-Хорна, заявив в 1993 году, что модель подвижного и кристаллизовавшегося интеллекта «предлагает наиболее обоснованный и разумный подход к теории структуры познавательных способностей». Эта случайная встреча стала отправной точкой для совмещения двух теорий. Совмещение двух теорий сопровождалось рядом связанных событий, происходивших на протяжении двух десятилетий. Хотя у двух моделей и много сходств, Хорн упорно выступал против общей способности фактора «g». Чарльз Спирмен ввёл понятие фактора «g» (также известного, как общий интеллект) в начале XX века после обнаружения значительных положительных взаимосвязей между оценками детей по, казалось бы, не связанным между собой учебным предметам. В отличие от Хорна, Кэрролл утверждал, что доказательство одной «общей» способности было подавляющим, и настаивал на том, что фактор «g» имеет важное значение для теории человеческого интеллекта.

### Модель подвижного и кристаллизовавшегося интеллекта Кеттелла и Хорна
Раймонд Б. Кеттелл был первым, кто разделил «подвижный интеллект» и «кристаллизовавшийся интеллект». Факторы, описанные Чарльзом Спирменом, наряду с теорией Терстоуна о первичных умственных способностях, подтолкнули к появлению этой идеи. К 1991 году, Джон Хорн, студент Каттелла, увеличил количество расширенных способностей в модели подвижного и кристаллизовавшегося интеллекта до 8 или 9. К подвижному интеллекту относится количественное мышление, способность обработки, приспособляемость к новым условиям и решение новых проблем. К кристаллизовавшемуся интеллекту относятся накопленные знания и опыт. В задачи кристаллизовавшегося интеллекта входит решение проблем привычными методами и решение тестов на общие знания и словарный запас. И подвижный и кристаллизовавшийся интеллект являются факторами «g» (общего интеллекта). Хотя они и различны, они взаимосвязаны друг с другом, так как подвижный интеллект является определяющим фактором в скорости, с которой накапливается кристаллизовавшееся знание. Кристаллизовавшийся интеллект, как известно, увеличивается с возрастом, по мере того, как мы накапливаем знания на протяжении всей жизни. Подвижный интеллект достигает пика примерно в конце подросткового возраста, а затем неуклонно снижается. Недавние исследования показали, что решение заданий на запоминание может привести к улучшению уровня подвижного интеллекта.

### Трёхуровневая иерархия Кэрролла
Американский психолог Джон Б. Кэрролл был учеником Б. Ф. Скиннера и Л. Л. Терстоуна. В 1993 году Кэрролл опубликовал свою работу "Познавательные способности человека: обзор аналитических исследований, в котором он представил «Теорию познавательных способностей: Трёхуровневая теория». Кэрролл повторно проанализировал данные из 461 классического аналитического исследования человеческого познания, уместил результаты своего анализа в 800 страниц, обеспечивая тем самым прочную основу для будущих исследований в области человеческого интеллекта. Этот проект был его основной задачей, а также кульминацией работы всей его жизни в области психометрии. В теории трёх уровней Кэрролла представлены три уровня познания: ограниченные способности (1 уровень), широкие способности (2 уровень) и общеинтеллектуальные способности (3 уровень).

## Способности

### Широкие способности
Существуют 9 широких способностей:
- Постижение знаний: это широта и глубина полученных человеком знаний, умение применять свои знания и способность рассуждать, используя ранее полученный опыт;
- Подвижный логический ход мысли: это способность рассуждать, формировать концепции и решать проблемы с использованием незнакомой информации;
- Количественные знания: это способность понимать количественные понятия и манипулировать числовыми символами;
- Способность к чтению и письму: включает в себя основные навыки чтения и письма;
- Кратковременная память: это способность воспринимать и хранить информацию при непосредственной осведомленности, а затем использовать её в течение нескольких секунд;
- Долгосрочное хранение и извлечение данных: это способность хранить информацию и свободно получить её позже в процессе мышления;
- Визуальная обработка: это способность воспринимать, хранить, анализировать и думать о визуальных образах;
- Слуховая обработка: это умение анализировать, обрабатывать и различать звуки речи, которые могут быть представлены при искаженных условиях;
- Скорость познавательной активности: это возможность автоматического выполнения познавательных задач.[4]

### Ограниченные способности
Ограниченные способности входят в состав широких.
В левой части расположены широкие способности, а в правой — соответствующие им ограниченные.
- Постижение знаний: вербальные способности, развитие языка, знание лексики, способность слушать, способность общаться, знание грамматики, скорость речи, способность к изучению иностранных языков;
- Количественные знания: математические знания, математические достижения;
- Способность к чтению и письму: дешифровка, осмысление прочитанного, скорость чтения, произношение, использование английского, способность к письму, скорость письма;
- Подвижный логический ход мысли: индуктивный логический ход мысли, общая последовательность рассуждения, дедуктивное рассуждение, скорость рассуждения, количественное рассуждение;
- Кратковременная память: глубина памяти, емкость рабочей памяти;
- Долгосрочное хранение и извлечение данных: ассоциативная память, выразительная память, скорость мышления, скорость ассоциаций, скорость выражения мнения, оригинальность, скорость речи, способность к изучению;
- Визуальная обработка: визуализация, ускоренное чередование, скорость завершения, гибкость завершения, визуальная память, пространственное мышление, интеграция восприятия, образность;
- Слуховая обработка: фонетическое кодирование, локализация звука, восприятие музыки, память на звуковую структуру;
- Скорость познавательной активности: скорость чтения, скорость письма, скорость восприятия, уровень решения тестов.[5]

## Тесты по модели
Многие тесты по способности познания были созданы с помощью данной теории Каттелла — Хорна — Кэрролла и описаны в Intelligence Desk Reference (ITDR). Теория Каттелла — Хорна — Кэрролла особенно актуальна для школьных психологов и для психолого-педагогической оценки.

## Критика
Из-за постоянно меняющегося характера теории, теория Кеттелла — Хорна — Кэрролла остается «эмпирической теорией, в которой будущие испытания неизвестных способностей могли бы привести к дополнительным факторам на одном или нескольких уровнях в иерархии Кэрролла». Также ещё проходят дебаты по широким и ограниченным способностям, вопрос о которых до сих пор остается открытым.
И, наконец, Mаккаллум выдвигает на первый план необходимость признания ограничения искусственных средств измерений, созданных на основе математических моделей: «Проще говоря, наши модели неправдоподобны, если воспринимать их в качестве точных или буквальных представлений о реальных явлениях. Они не могут охватить всю сложность реального мира, который они призваны представлять. В лучшем случае, они могут обеспечить приближение реального мира, что имеет существенный смысл и обладает определенной пользой».